# 火鳥 (2004年韓國電視劇)
《火鳥》（韓語：불새）是韓國MBC自2004年4月5日起播出的月火連續劇。

## 劇情介紹
肆无忌惮的千金小姐李智恩（李恩宙饰）开着跑车在路上横冲直撞，一不小心奔向了加油站，差点把在加油站打工的大学生张世勳（李瑞镇饰）给撞伤。大为光火的世勳对智恩第一印象极其糟糕。和朋友打赌会在宴会上带男朋友来的智恩把目标锁定在了世勳身上。二人的现身得到了众人的瞩目，而二人也就此展开了热恋。智恩不顾父母的反对义无反顾的和贫困的世勳结婚，可婚后生活质量的巨大反差，让智恩最终还是选择了离去。而世勳也奔赴美国，谋求发展。
十年后，从美国回来的世勳已改头换面，成为了有钱人；而智恩却因为家道中落成为了家中的主心骨，四处谋生。巧合下，智恩成为了世勳家里的帮佣。再次和十年前的恋人、前夫重逢，二人可谓百感交集。曾经的感情似乎还在胸中翻滚，可兩人身边却也有了别人……

## 演員陣容

### 主要人物
| 演員   | 角色   | 介紹 |
| 李恩宙 | 李智恩 | 纤维集团社长千金，良好的家庭背景、出众的美貌再加上孩子般天真无邪的魅力。一天，贫穷的大學高材生世勳的出现改变了她的一生。陷入世勳爱河的她义无反顾的逃离自己的家庭与世勳在一个小小的房间里开始了他们的婚姻生活。然而经历了爱情与现实的种种冲突与矛盾，最后还是离开了自己深爱的世勳。几年后，已32岁的离婚女人知恩已经成为维持母亲和妹妹生计的一家之主了。并已是一家关照独身者生活的Living helper的堂堂厅长。而且身边还多了一位护花使者徐正民。就在这个时候，一直努力想忘掉却无法忘怀的前夫世勳突然出现在她面前。 |
| 李瑞鎮 | 張世勳 | 从小为孤儿的世勳虽然生活艰辛，但从不肯放弃一次奖学金机会的他有着美好的未来憧憬，为此他一直不懈的努力着。然而有一天却遇上了一个与自己完全不同世界的女人—李智恩，面对她義無反顧的爱，他终于打开了自己的心门……但婚姻生活并非他想象的一帆风顺，终于她还是远離他而去，二人離婚收場。为了忘记在韩国发生的所有往事，世勳孤身一人来到美国创天下，经历了种种苦难后，终于成为在美国创造神话的主人公。几年后重新回到韩国的他再次出现在了她面前……                                                                         |
| 鄭慧英 | 尹美蘭 | 因为有一个是房地产企业家的父亲，除了有很多钱外，就再也没有什么值得炫耀的女人。在一次美国的某个慈善party上遇到了自己心仪的男人世勋，为了得到世勳使出种种“招式”。因一次和世勳同坐一辆车时发生了事故，腿变成残废。自私的她利用世勳的责任心，终于成为世勳的未婚妻。后随世勳一同回到了韩国。不久后当美蘭得知智恩是世勳的前妻时，为了自私的爱，死死不肯放手。 |
| 文晸赫 | 徐正民 | 西林集团总裁的“皇太子”，良好的家庭背景、英俊的外表、优雅的举止，还是个“万能运动员”。以优越的成绩毕业于波士顿名牌大学，背负着家族对其寄于的厚望。然而因为一次的澳洲滑雪事故，把双胞胎弟弟正仁给弄丢了，从那以后陷入深深自责的他似乎是命运的报复，过着流浪儿般的生活。拥有所有的东西，却丢失了自己的徐正民。一天……爱神开始眷顾于他，把智恩送到了他的身边！ |

### 其他人物
| 演員   | 角色   | 介紹                         |
| 朴根瀅 | 徐文秀 | 正民的父親，西林集團的總裁。 |
| 金富善 |        | 文秀的妻子，正民的母親       |
| 韓仁守 | 李尚範 | 智恩的父親                   |
| 李京進 | 趙賢淑 | 智恩的母親                   |
| 金彬宇 | 李英恩 | 智恩的妹妹                   |
| 沈洋弘 |        | 尹美蘭的父親                 |
| 李幼貞 | 南福子 |                              |
| 金東賢 | 呂鎮   |                              |
| 金秉世 | 金浩鎮 |                              |
| 尹宥善 |        | 精神科醫生                   |
| 李濟仁 |        |                              |

## 獲獎記錄
| 年度   | 頒獎典禮    | 獎項             | 獲獎者           |
| 2004年 | MBC演技大賞 | 男子最優秀演技獎 | 李瑞鎮           |
| 2004年 | MBC演技大賞 | 女子最優秀演技獎 | 李恩宙           |
| 2004年 | MBC演技大賞 | 女子優秀演技獎   | 鄭慧英           |
| 2004年 | MBC演技大賞 | 男子新人獎       | 文晸赫           |
| 2004年 | MBC演技大賞 | 人氣獎           | 文晸赫           |
| 2004年 | MBC演技大賞 | 最佳CP獎         | 李瑞鎮 ＆ 李恩宙 |

## 其他搭配歌曲
韓語主題曲:
李承哲 - 姻緣
- 台灣緯來戲劇台版本
  - 片頭曲：余荃斌《愛情帶來的改變》
  - 片尾曲：余荃斌《守護天使的告白》
- 台灣中視版本
  - 片尾曲：B.A.D《Don't Say Goodbye》

## 外部連結
- 官方网站－韓國MBC
- 官方网站－臺灣緯來電視網（繁體中文）
- 官方网站－臺灣中視（繁體中文）
- 官方网站－香港亞視（繁體中文）

| 韓國 MBC 月火劇                  | 韓國 MBC 月火劇                  | 韓國 MBC 月火劇 |
| -------------------------------- | -------------------------------- | --------------- |
|                                  | 火鳥 （2004.4.5 ~ 2004.6.29）    |                 |
| 大長今 （2003.9.15 ~ 2004.3.30） | 英雄時代 （2004.7.5 ~ 2005.3.1） |                 |

| 台灣 緯來戲劇台 每週一至五22:00-23:00 | 台灣 緯來戲劇台 每週一至五22:00-23:00 | 台灣 緯來戲劇台 每週一至五22:00-23:00 |
| ------------------------------------- | ------------------------------------- | ------------------------------------- |
|                                       | 火鳥 （2004.8.16 ~ 2004.10.5）        |                                       |
| 峇里島的日子 （2004.7.5 ~ 2004.8.13） | 比花還美 （2004.10.6 ~ 2004.11.30）   |                                       |